# Manuel Leiras Pulpeiro
Manuel Leiras Pulpeiro (Mondoñedo, 1854 - 1912) fou un escriptor gallec. Va estudiar Llatí i Humanitats en el seminari de la seva ciutat natal, i Medicina a Madrid. Va exercir la Medicina a Mondoñedo, amb un gran reconeixement popular.
Republicà, va ser President del Comitè Republicà Federal de Mondoñedo Liberal. Anticlerical, el seu tarannà li va crear nombroses dificultats a Mondoñedo, seu episcopal, aconseguint mantenir les seves conviccions amb total fermesa. Va rebutjar el nomenament de membre de la Reial Acadèmia Gallega per creure no merèixer-lo, però donà a aquesta institució important material per ell recollit. Va escriure un sol llibre, «Cantares Gallegos», amb poemes de tipus popular i de temàtica costumista, patriòtica i sàtira anticlerical, on eleva a la categoria de mite a figura del Mariscal Pardo de Cela.

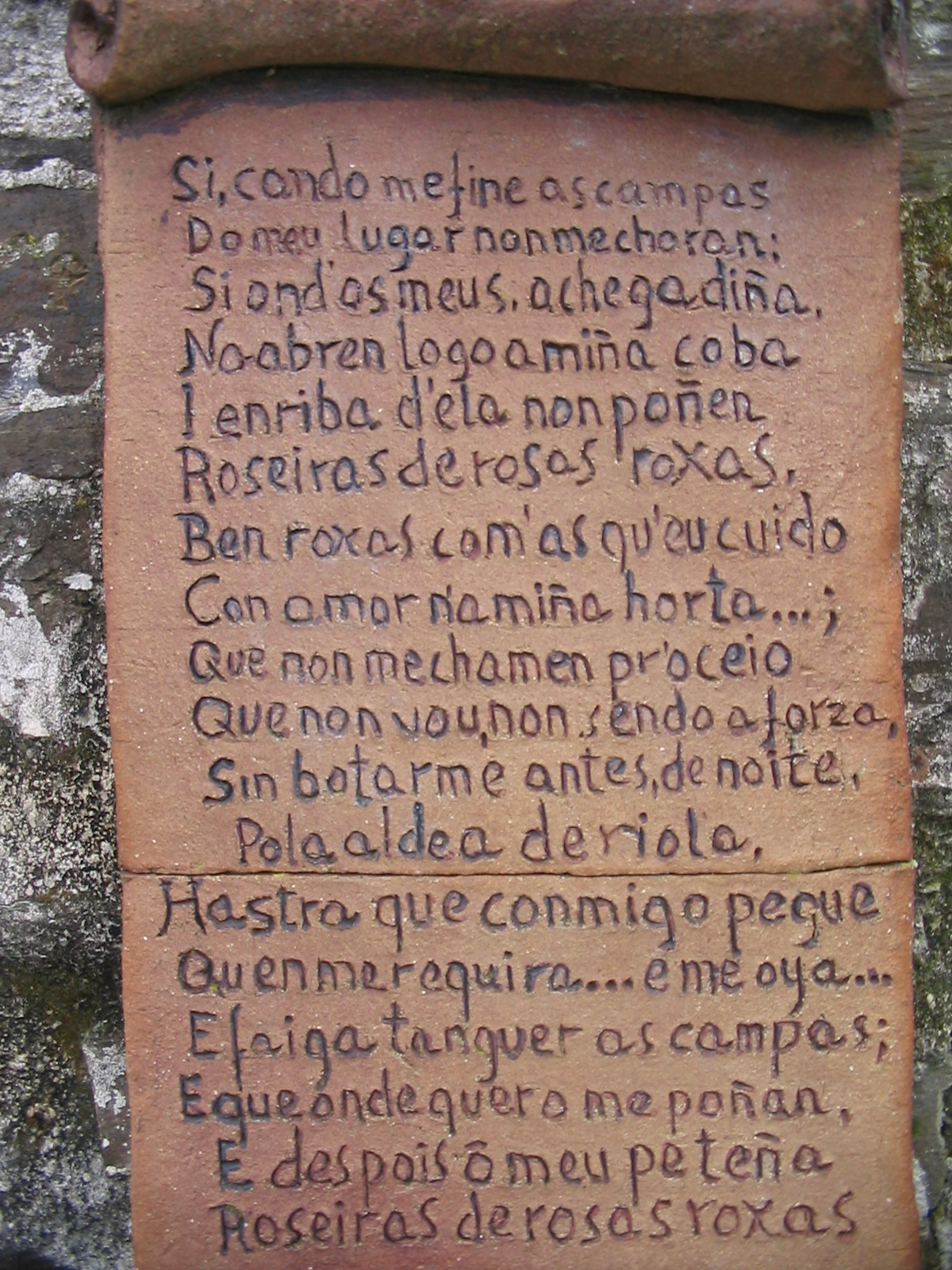
Poema de Pulpeiro, gravat al costat de la seva tomba.

Cantà a Mondoñedo i a les seves terres, a Galícia i als seus problemes. Les seves restes van rebre sepultura en el cementiri civil de Mondoñedo. Pocs anys després de la seva mort es van recopilar en una edició les «Obres Completes» les composicions que havia deixat inèdites. Se li va dedicar en 1983 el Dia de les Lletres Gallegues.